# Casa Reig
La Casa Reig és un edifici del municipi de Figueres (Alt Empordà) que forma part de l'Inventari del Patrimoni Arquitectònic de Catalunya.

## Descripció
Edifici situat a davant de la Plaça del Gra. Casa en cantonada (arrodonida) amb les façanes estucades de color groc. Consta de dos cossos de coberta plana i composició horitzontal de forats. Un cos és de planta baixa i dos pisos i l'altre de planta baixa únicament. En el primer, cal destacar la finestra agrupada amb tres forats en cantonada i la utilització de la barana de vaixell en la terrassa. Les altres dues façanes d'aquest cos (que no són en cantonada) presenten balcons i finestrals allargats. L'altre cos, dedicat a local comercial i terrassa, presenta tres grans forats horitzontals, que a la part superior componen la planta de terrassa plana.